# Liga Termense de Fútbol
La Liga Termense de Fútbol es una liga regional de fútbol Argentina, en la que participan clubes de la ciudad de Termas de Río Hondo, Provincia de Santiago del Estero. Con proyección a una vasta zona de influencia en Vinará, Pozuelos, El Charco, Los Nuñez, Villa Río Hondo y Colonia Tinco.
Es afiliada al Consejo Federal del Fútbol, dependiente de la Asociación del Fútbol Argentino desde 2006, su fundación data del año 1962 y fue reorganizada en 2005 con continuidad a la fecha. Cuenta con 15 clubes afiliados, que disputan los torneos de Primera División y de divisiones inferiores.
Su mayor logro deportivo e institucional ocurrió en febrero de 2009, cuando el Club Atlético 25 de Mayo participó en el Torneo del Interior.

## Clubes afiliados
| Equipo                                  | Año de Fundación |
| --------------------------------------- | ---------------- |
| Club Atlético 25 de Mayo                | 1963             |
| Club Atlético Los Dorados               | 2008             |
| Club Atlético Sebastián Legresti        | 2004             |
| Club Barrio San Martín                  | 1950             |
| Club Atlético Sector El Alto            | 1956             |
| Club Atlético Termas                    | 1952             |
| Club Atlético Villa Balnearia           | 1950             |
| Club Barrio Adela                       | 1962             |
| Club Social y Deportivo La Costanera    | 1979             |
| Club Social y Deportivo Manuel Belgrano | 1970             |
| Club Social y Deportivo Río Dulce       | 1952             |